# Прасцевичюте-Септ, Раса Витаутасовна
Ра́са (Раси́та) Вита́утасовна Прасцевичюте-Септ (лит. Rasa Prascevičiūtė-Sept, род. 23 октября 1979 года) — литовская девочка, пережившая первую в истории медицины СССР операцию по реплантации (пришиванию) конечностей. В 1983 году она попала под косилку, которая в буквальном смысле отрезала Расе обе ступни, однако менее чем через сутки Расу доставили в Москву, где врачи сумели пришить ей отрезанные ступни и, более того, помогли ей научиться заново ходить.

## Биография

### Семья
Родители Раситы работали в колхозе «Вадактай»: отец, Витаутас, был косильщиком. Семья была неблагополучной: родители злоупотребляли алкоголем. Отец умер от рака спины в 2014 году, а мать от белой горячки в 2006 году (сам Витаутас в одном из интервью категорически отрицал своё пьянство). Сестра-близнец — Аушра, трижды была замужем, родила четверых детей. Старший брат — Егидиус Волковас, живёт в Лондоне.
Повзрослев, Раса вышла замуж за эмигрировавшего из Казахстана немца Ефрема Септа. В её семье двое детей от первого брака Ефрема — сыновья Ян (1998 г.р.), Лео (2004 г.р.) и их общая дочь Ильяна (родилась в 2010 году). Семья проживает в местечке Тройсдорф.

### Происшествие
Вечером 17 июня 1983 года Витаутас Прасцевичюс, работавший в колхозе «Вадактай», запустил косилку. Рядом гуляли его дочери Раса и Аушра. Прасцевичюс не следил за дочерьми. Спустя некоторое время после того, как косилка тронулась, он услышал крик. Прасцевичюс выскочил из косилки и увидел истекающую кровью Расу, а рядом — её отрезанные ноги. Сразу же он побежал за помощью к другим рабочим из колхоза.
Первым оказался на месте Витаутас Блотнис, председатель колхоза, который попытался остановить кровотечение. Главный фельдшер колхоза Елена Кривискене открыла холодильник и положила отрезанные ноги в пакет со льдом. Телефона в колхозе не было, а в ближайшей больнице, которая находилась достаточно далеко, не было оборудования для помощи Расе. На помощь пришёл молодой врач Раймундас Аганаускас из больницы города Радвилишкис, который срочно связался с коллегами из Москвы.
Прасцевичюс в одном из последних интервью российскому телевидению уверял, что не выпивал в тот вечер и что случившееся стало только несчастным случаем, а вину возложил на мать, которая в панике не смогла ничего толком предпринять.

### Операция
По тревоге срочно был поднят борт Ту-134 командира Юрия Сурикова, который срочно должен был прибыть в Москву. Полностью был расчищен воздушный коридор. Борт оперативно приняли в аэропорту Шереметьево. Всю дорогу Раса была без сознания: отдельно на соседнем сиденье везли её ноги. Пострадавшую девочку ожидала команда врачей во главе с хирургом Рамазом Датиашвили (ныне микрохирург, профессор хирургии отделения пластической хирургии в университете Rutgers, США), а также профессором Виктором Крыловым, анестезиологом Юрием Назаровым, кардиохирургом Яковом Брандом и операционной сестрой Еленой Антонюк. Датиашвили, работавший на базе 51-й городской больницы, где располагался Всесоюзный центр научной хирургии, убедил дежурного врача Филатовской больницы предоставить помещения для оперирования.
Прошло всего 12 часов с момента трагедии. Назаров сумел найти операционную и необходимый для реплантации микроскоп, где и началась уникальная по своей сути операция по реплантации. Назаров провёл анестезию Расе, а Датиашвили приступил к непосредственному сшиванию конечностей. Первые 4 часа Антонюк и Бранд вынуждены были работать, несмотря на семейные обстоятельства: Антонюк должна была сдавать на следующий день экзамен, а у Бранда был болен ребёнок. На 5-й час Антонюк и Бранд покинули операционную, и работу продолжили Назаров и Датиашвили. Рамаз не останавливался ни на секунду и после 9 часов непрерывной работы зафиксировал, что началось кровобращение в пришитых ступнях — операция завершилась успешно.

### Реабилитация
Как рассказывала сама Раса, она не помнила ни момент трагедии, ни перелёт. Первые шаги после операции девочка сделала ближе к осени: Рамаз Датиашвили рассказывал лично ей, что не скрывал слёз. Помощь при реабилитации Расе оказывала врач-физиотерапевт Татьяна Гунаева, учившая девочку ходить (она сделала это за две недели). В Москве Раса начала учить русский язык. Вскоре она вернулась домой в колхоз. Советские и иностранные журналисты освещали широко это событие, взяв интервью у свидетелей происшествия и врачей: в Шяуляй шли письма со всего Советского Союза и даже игрушки в подарок девочке. Первой опубликовала статью о спасении Расы газета «Известия», после чего письма стали приходить и Рамазу Датиашвили, и врачам Филатовской больницы. Последние убеждали, что спасение Раситы было совершено совместными усилиями и самого Датиашвили, и команды врачей Филатовской больницы.
Однако после снижения интереса к происшествию у Расы начались проблемы в семье: отец обвинял Расу в случившемся и оскорблял её, а мать стала продавать все подарки, тратя деньги на алкоголь. Вскоре Литовское телевидение показало сюжет о девочке и призвало всех желающих удочерить её присылать письма. Пиюс Адомайтис и София Адомайтене из районного центра удочерили девочку. Расе в течение 10 лет приходилось постоянно ездить в больницы: она перенесла операцию по удлинению правой ноги в восьмилетнем возрасте в Москве и долго носила аппарат Илизарова. Также врачи сумели ускорить заживление ран и избавить её от нарывов и нагноений.

### После происшествия
Раса окончила Высшую сельскохозяйственную академию, однако не смогла найти работу по специальности и уехала в Германию, где стала работать медсестрой в больнице. Ныне она проживает в Тройсдорфе, работает в магазине сортировщицей товаров и уборщицей в салоне красоты. О случившемся она не любит вспоминать, называя это рядовым эпизодом. Витаутас Блотнис и Елена Кривискене, которые оказывали первую помощь Расе, были награждены почётными грамотами.
Раса свободно владеет четырьмя языками: литовским, русским (говорит почти без акцента), английским и немецким. По собственному признанию, не любит носить платья и юбки, не желая показывать следы операции.